# Daniel Gerson
Pour les articles homonymes, voir Gerson.
Daniel Gerson, né le 1er août 1966 à New York et mort le 6 février 2016 à Los Angeles est un scénariste américain. Il est souvent crédité comme Dan Gerson.

## Biographie
Daniel Gerson est diplômé de l'université de New York. Il travaille régulièrement avec Robert L. Baird.
Il est mort à l'âge de 49 ans le 6 février 2016 des suites d'un cancer du cerveau,.

## Filmographie

### Cinéma
Scénariste
- 2001 : Monstres et Cie
- 2005 : Chicken Little
- 2006 : Cars
- 2007 : Bienvenue chez les Robinson
- 2012 : Le Mariage de Raiponce
- 2017 : Cars 3

Doublage
- 2001 : Monstres et Cie

### Télévision
Scénariste
- 1997 : Duckman (1 épisode)
- 1998 : Joyeuse pagaille (en) (1 épisode)
- 1998 : La Nouvelle Famille Addams (1 épisode)
- 1999 : Le Loup-garou du campus
- 2009 : Lutins d'élite, mission Noël
- 2011 : Lutins d'élite, mission Noël 2 (en)

## Distinctions
Récompenses
- British Academy Children's Awards
  - Meilleur long métrage 2002 (Monstres et Cie)

Nominations
- Saturn Award :
  - Saturn Award du meilleur scénario 2002 (Monstres et Cie)
- Annie Award :
  - Meilleur scénario 2003 (Monstres et Cie)
- Prix Hugo :
  - Meilleur film 2002 (Monstres et Cie)